# Aeshna crenata
Aeshna crenata é uma espécie de libelinha da família Aeshnidae.
Pode ser encontrada nos seguintes países: Bielorrússia, Finlândia, Letónia, Lituânia e Rússia.
Os seus habitats naturais são: lagos de água doce e marismas de água doce.